# Grenadier-Lehr-Division
Die Grenadier-Lehr-Division war eine deutsche Infanteriedivision im Zweiten Weltkrieg. 
Die Division wurde am 3. August 1944 auf dem Truppenübungsplatz Döberitz (Wehrkreis III) bei Berlin aufgestellt. Die Division war eigentlich für den Einsatz beim Unternehmen Tanne West in Finnland vorgesehen. Am 17. August 1944 wurde aber die Division in 563. Grenadier-Division umbenannt. 
Die Gliederung der Division war: 
- Grenadier-Regiment 1147 mit zwei Bataillone
- Grenadier-Regiment 1148 mit zwei Bataillone
- Grenadier-Regiment 1149 mit zwei Bataillone
- Artillerie-Regiment 1563
- Divisionseinheiten 1563